# ヘルシンキ・マルミ空港
ヘルシンキ・マルミ空港 (ヘルシンキ・マルミくうこう、フィンランド語: Helsinki-Malmin lentoasema, スウェーデン語: Helsingfors-Malm flygplats) は、フィンランド共和国の首都ヘルシンキ市のマルミ地区に所在する空港である。マルミ空港は町の中心部から約10 km北東に位置している。

## 概要
1952年にヘルシンキ・ヴァンター国際空港が開港するまで、マルミ空港はヘルシンキのみならず全フィンランドにおける主要空港だった。今日、マルミ空港はゼネラル・アビエーションの拠点として賑わいを見せている。現在の空港面積は約127ヘクタール。ターミナルは1つで、2007年の利用客は1,174名である。
長い間、ヘルシンキ市は同空港を閉港し、その区域を新規に住宅地として開発する計画を有していた。しかし、マルミ空港の閉港については反対意見も多く、その将来は不透明なままである。

## 歴史
ヘルシンキ・マルミ空港は、マルミ郡区のタッタリスオに位置する、ヘルシンキで最初の陸上空港である。1936年12月に運用が開始された。この地域は近年、ヘルシンキのマルミ地区となっている。マルミ空港の運用開始に伴い、アエロ・オイ（フィンエアーの前身）の航空機は遅滞なく水上機から陸上機に転換され、ゼネラル・アビエーションの飛行機と共に新空港へ移行した。1938年5月15日、公式な開港式典が開催された。
ヘルシンキ・マルミ空港は、当初から国際空港として設計された世界で最初の空港のひとつである。同空港の登場により、それまでの空港と比較してフィンランドの首都と空港間の移動がより速くなった。1930年代の終わりにはすでに国内航空路線がフィンランドのすべての大都市に達し、1940年代には極北に位置するペツァモ Petsamo （現ロシア領）に至るまで空路で移動することが可能となった。
冬戦争（1939年-1940年）が始まった初日には、早くもソ連軍が空港に空爆を加えた。マルミ空港における民間航空の利用は中断し、同空港はフィンランド空軍によって接収されたため、民間人の航空交通は他の飛行場に移って行った。継続戦争（1941年-1944年）中は、民間及び軍の両者がマルミ空港を利用して航空機運用を行っていた。継続戦争が1944年9月に終わったとき、同空港は連合国管理委員会に接収された。マルミ空港がフィンランド人の監督下に戻ったのは、1946年の終わりのことであった。
戦争中、より大型で重量の重い航空機が開発されたため、戦後、航空機産業および事業航空ビジネスは非常に盛んになった。ところが、マルミ空港は新たな状況に直面した。もともと深い粘土層と湿った表土の上に造られた滑走路は、もし新型の大型旅客機の重量に耐えるようにするならば多額の投資が必要となることが明らかになったのである。経費見積もりを行ったところ、複数の滑走路の延長、その下の地盤工事およびその強化は費用がかさみすぎるということが示された。結果、当該計画は断念された。
国際基準に準拠した新たな飛行場は1952年、同年のヘルシンキ夏季オリンピックに間に合うようにという政府の方針の下、Seutula に開港した。この空港は今日、ヘルシンキ・ヴァンター空港として知られている。定期航空路線は次第にマルミ空港から新空港に移って行った。マルミ空港はその後、長年にわたって事業用航空事業の新しいカテゴリであるチャーター便拠点として供用されてきた。

## 現在と将来

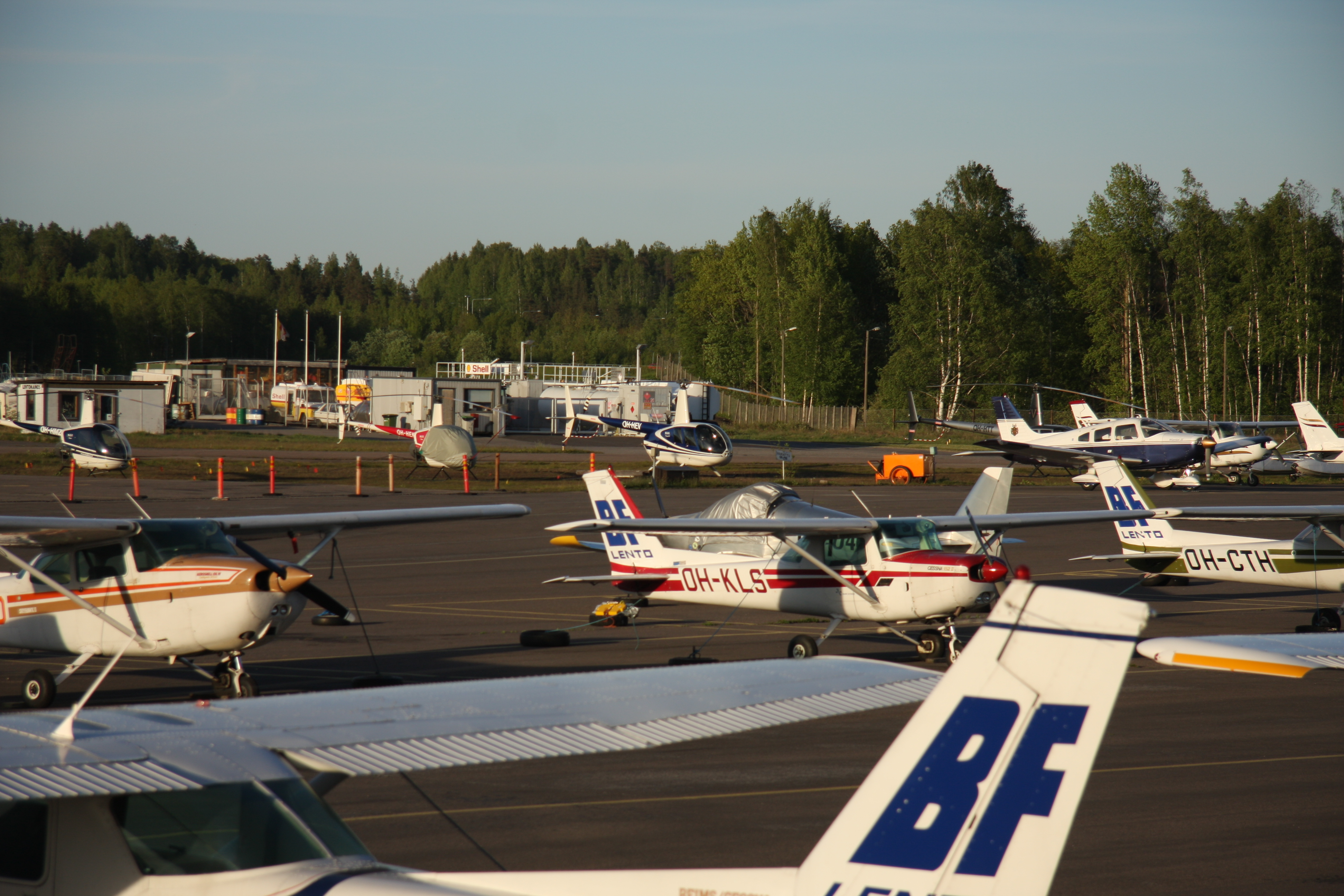

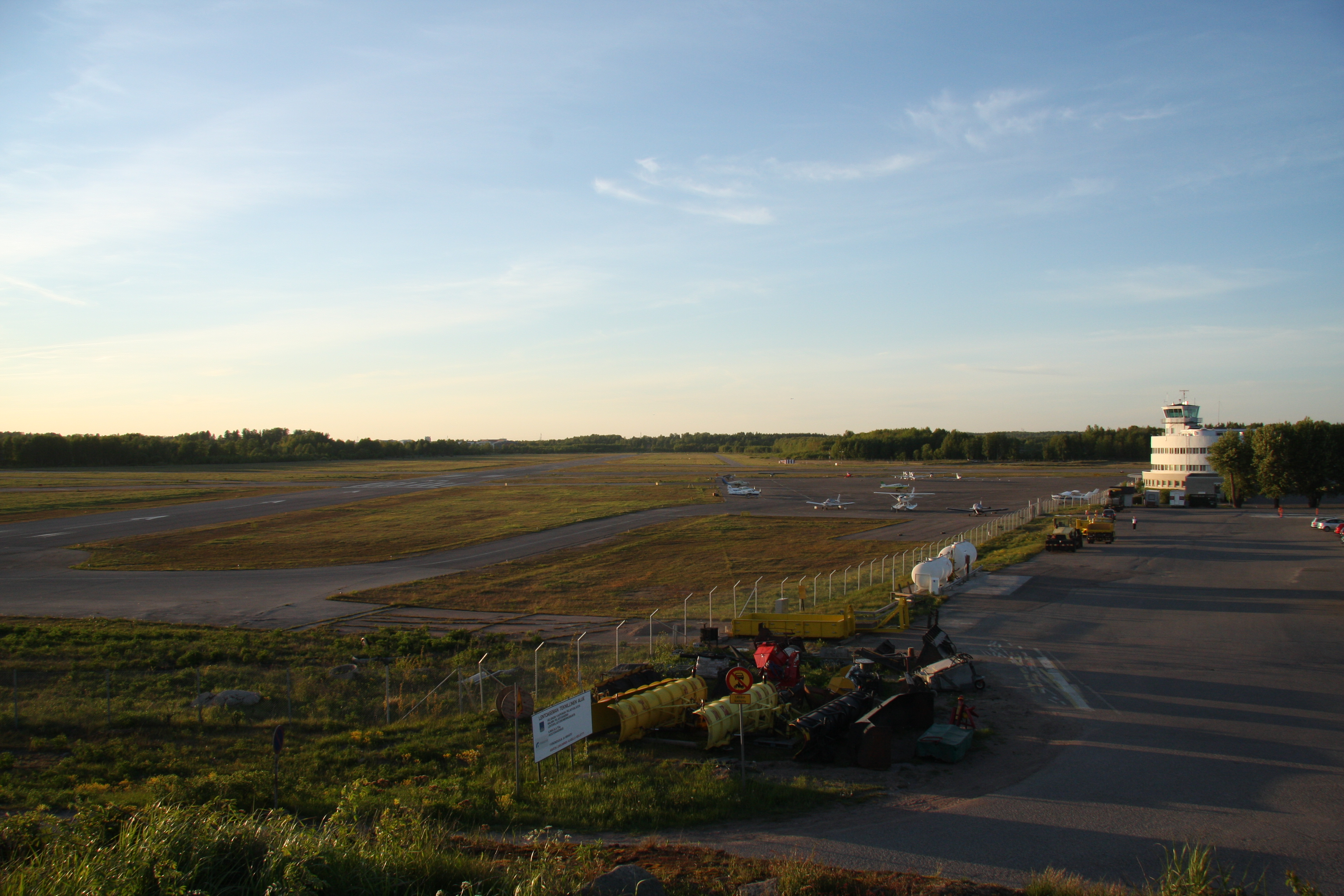
日没のマルミ空港滑走路

近年、マルミ空港はゼネラル・アビエーションの一大拠点として利用されている。事業用操縦教育および航空事業に加え、自家用航空や航空クラブがここで運営されている。2002年には、フィンランドの全パイロットの50%と事業用操縦士の3分の2がマルミ空港で操縦教育を受けた。フィンランド内務省・前線監視団は同空港の重要なユーザである。特別な状況下において、マルミ空港はまた、ヘルシンキ・ヴァンタ空港の予備飛行場として機能し、軽量旅客機の発着に対応する。
マルミ空港はまた、その環境が空港区域を取り巻く美しい自然の風景と自然遊歩道を作り出しているため、アウトドア活動を愛好する人々の間で有名である。同空港で開催される航空ショーやその他の公共イベントには、毎年数万人の見物客で賑わう。マルミ空港においてとびきり良好に保存されている第二次世界大戦前の航空環境はまた、国際的認知を受けてきた。この環境は、ワールド・モニュメント財団 (WMF) によって、2004年版の危機に瀕している世界の文化名所リスト100に選ばれており、さらに2005年6月には2006年版リストにも再選出されている。また同空港は、近代の時代動向を象徴する建築物・記念物および場所を一覧目録に載せ、保存することに奉仕する国際 DoCoMoMo ワークグループのフィンランドセレクションに含まれている。
ヘルシンキ市がマルミ地区を住宅建設地域に指定しているため、マルミ空港の将来は明るいものではない。フィンランド国家は、2034年まで法的に有効な土地割譲協約をヘルシンキ市と結んでいるが、ヘルシンキ市委員会は2005年1月、土地割譲協約を取り消す方針であることを国に伝えること、ならびに2010年末までに当該地域を市の管理下に戻すよう国に求めることを決定した。フィンランド運輸通信省は民間航空局より2005年6月付けで、代替案および経費について新たなアセスメントを行うよう命令した。このヘルシンキ市域空港調査書が2007年8月16日に出版され、計器着陸装置（ILS）を装備した全長の長い新滑走路を建造し、現行の古いすべての滑走路を廃止することでヘルシンキ・マルミ空港における運用を進めるとともに、同空港から約50km東、ポルヴォーの街に近いバッカスに新空港を建設するといった主要な代替案を細部にわたって公開した。マルミあるいはシポーにヘリコプター基地を設置するというさらに二つの代替案が提出されている。この調査書は、他の関連資料とともに意思決定材料として供されることになっている。2008年2月、運輸通信省は道路局より、調査書にある代替案が環境に与える影響についてのアセスメントを開始した。
この環境アセスメントには2～3年を要するものと見込まれている。